# Anti-U-Boot-Rakete
Eine Anti-U-Boot-Rakete ist ein spezieller schiffsgestützter Seezielflugkörper zur Bekämpfung von Unterwasserzielen in großer Entfernung. Sie wird typischerweise von Schiffen, Flugzeugen oder Hubschraubern eingesetzt und dient dazu, feindliche U-Boote aus der Ferne zu zerstören. Dieses Waffensystem kombiniert die Reichweite und Geschwindigkeit einer Rakete mit den Einsatzfähigkeiten eines Torpedos, der für den Einsatz unter Wasser optimiert ist.

## Geschichte

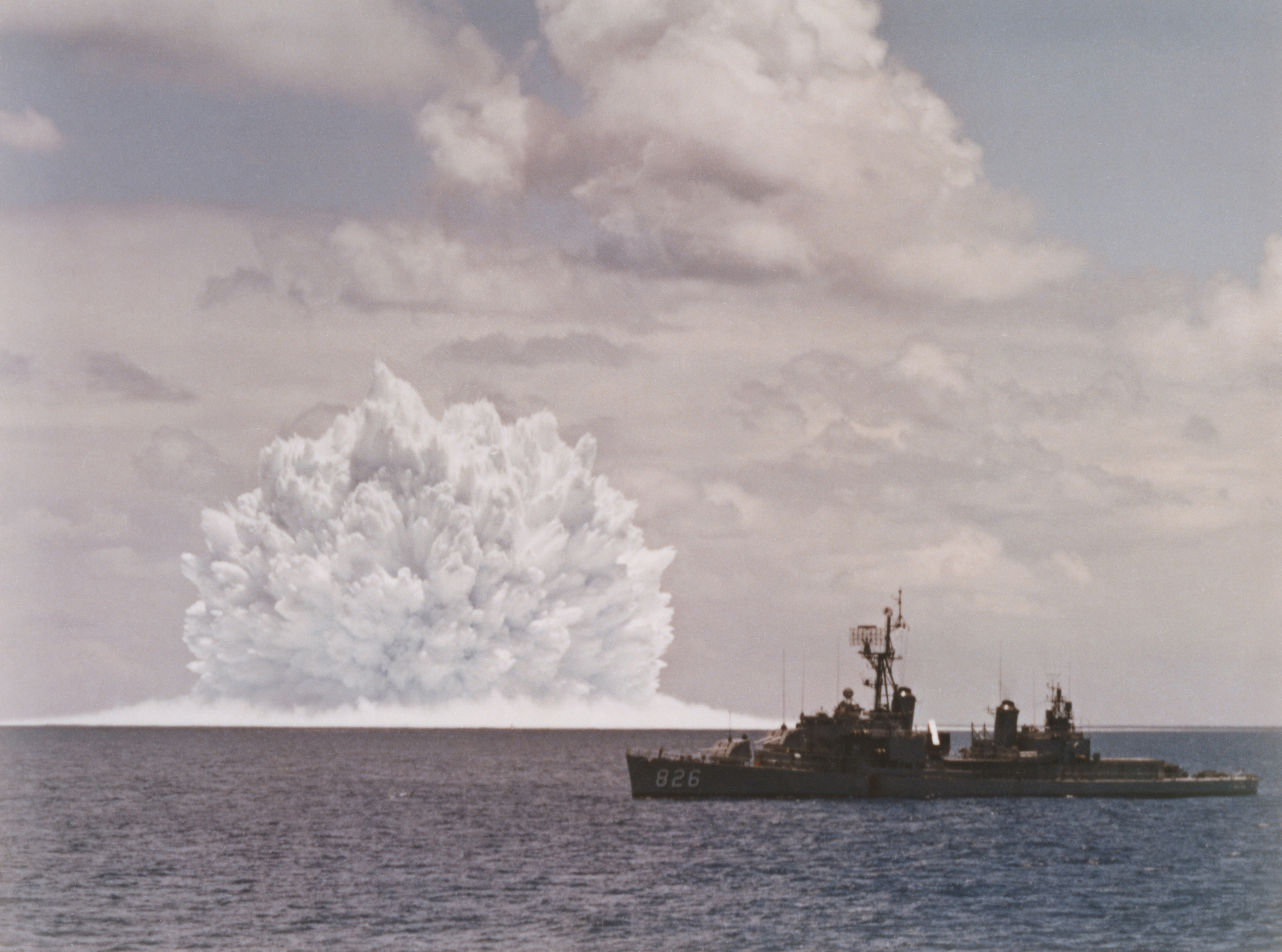
Operation Dominic Swordfish: Test einer nuklear bewaffneten US-amerikanischen ASROC-Anti-U-Boot-Rakete

Die ersten Anti-U-Boot-Raketentypen wurden während des Kalten Krieges entwickelt, als die Bedrohung durch das quantitative Auftreten moderner strategischer U-Boote immer deutlicher wurde, insbesondere durch U-Boote mit ballistischen Raketen sowie Angriffs- und Jagd-U-Boote.
Als in den 1960er-Jahren immer mehr atomgetriebene U-Bootklassen in Dienst gestellt worden sind, wurde eine Herausforderung in der U-Boot-Abwehr evident: Moderne Atom-U-Boote wiesen meist höhere Geschwindigkeiten auf als die damals verfügbaren Torpedos oder U-Jagd-Zerstörer und konnten daher nicht wirkungsvoll genug bekämpft werden.
Die US Navy führte 1961 die von Honeywell entwickelte RUR-5 ASROC (Anti-Submarine Rocket) ein, ein System, das von Schiffen aus gestartet wurde und einen Torpedo oder sogar eine nukleare Wasserbombe tragen konnte. Im Jahr 1963 führte die Sowjetmarine das SS-N-14-System ein und 1965 folgte die französische Marine mit dem Malafon-System mit ähnlicher Konfiguration.

## Funktion
Die Anti-U-Boot-Rakete selbst ist primär ein Trägersystem, das die Reichweite des Wirkmittels erheblich vergrößert, da beispielsweise normale Torpedos nur eine begrenzte Eigenreichweite haben und bedeutend langsamer unter Wasser unterwegs sind. Außerdem kann das Wasserfahrzeug ein U-Boot aus sicherer Entfernung angreifen und ist weniger anfällig für Gegenangriffe durch desselben.
Der Ablauf einer Anti-U-Boot-Rakete kann in mehreren Schritten beschrieben werden:

Einsatzprofil einer typischen Anti-U-Boot-Rakete

- Start und Flugphase: Die Rakete wird von einer Plattform (z. B. Schiff oder Flugzeug) abgefeuert und fliegt mithilfe eines Raketenantriebs in Richtung des georteten Unterwasserfahrzeuges. Sie nutzt oft ein Trägheitsnavigationssystem oder eine Vorab-Programmierung, um die ungefähre Position des U-Boots zu erreichen.
- Abtrennung der Nutzlast: Sobald die Rakete das Zielgebiet erreicht hat, trennt sie ihre Nutzlast ab. In der Regel handelt es sich um einen Torpedo oder eine Wasserbombe.
- Eintauchen und Suche: Die Nutzlast wird unter Verwendung eines Fallschirmes zur Wasseroberfläche abgesenkt, um einen harten Aufprall zu vermeiden und mögliche Schäden am Wirkmittel zu verhindern. Einmal im Wasser, beginnt der Torpedo nach dem U-Boot zu suchen, oft mithilfe eines integrierten Sonarsystems (aktiv oder passiv).
- Angriff: Sobald das U-Boot geortet wurde, steuert der Torpedo selbstständig darauf zu oder detoniert bei Kontakt oder in unmittelbarer Nähe des U-Bootes.

## Beispiele
- Australien
  - Ikara
- Frankreich
  - Malafon
- Indien
  - SMART
- Italien
  - MILAS
- Japan
  - Type 07
- Volksrepublik China
  - CY-1
- Südkorea
  - K745A1 Red Shark
- Sowjetunion/Russland
  - 85RU
  - RPK-2 Vyuga
  - 86R
  - 88R
  - RPK-1 Vikhr
  - RPK-9 Medvedka
  - Metel
  - 3M54
- Vereinigte Staaten
  - RUM-139 VL-ASROC
  - RUR-5 ASROC
  - UUM-44 SUBROC